# Lista di asteroidi (643001-644000)
Di seguito una lista di asteroidi dal numero 643001  al 644000 con data di scoperta e scopritore.

## 643001–643100
| Nome   | Designazione provvisoria | Data di scoperta  | Scopritore                |
| ------ | ------------------------ | ----------------- | ------------------------- |
| 643001 | 2005 VW149               | 15 luglio 2013    | Pan-STARRS                |
| 643002 | 2005 VF150               | 26 febbraio 2014  | Pan-STARRS                |
| 643003 | 2005 VM150               | 1 novembre 2005   | Mount Lemmon Survey       |
| 643004 | 2005 VF152               | 12 novembre 2005  | Spacewatch                |
| 643005 | 2005 VX153               | 1 novembre 2005   | Mount Lemmon Survey       |
| 643006 | 2005 VM154               | 7 novembre 2005   | Osservatorio di Mauna Kea |
| 643007 | 2005 VS154               | 4 novembre 2005   | Spacewatch                |
| 643008 | 2005 VH156               | 6 novembre 2005   | Mount Lemmon Survey       |
| 643009 | 2005 VQ156               | 1 novembre 2005   | Spacewatch                |
| 643010 | 2005 WR13                | 5 novembre 2005   | Spacewatch                |
| 643011 | 2005 WV13                | 22 novembre 2005  | Spacewatch                |
| 643012 | 2005 WB14                | 22 novembre 2005  | Spacewatch                |
| 643013 | 2005 WD14                | 25 ottobre 2005   | Mount Lemmon Survey       |
| 643014 | 2005 WL14                | 22 novembre 2005  | Spacewatch                |
| 643015 | 2005 WY14                | 1 ottobre 2005    | Mount Lemmon Survey       |
| 643016 | 2005 WV16                | 22 novembre 2005  | Spacewatch                |
| 643017 | 2005 WR20                | 14 ottobre 2001   | SDSS Collaboration        |
| 643018 | 2005 WF24                | 29 ottobre 2005   | Spacewatch                |
| 643019 | 2005 WT28                | 30 settembre 2005 | Mount Lemmon Survey       |
| 643020 | 2005 WH31                | 21 novembre 2005  | Spacewatch                |
| 643021 | 2005 WF38                | 22 novembre 2005  | Spacewatch                |
| 643022 | 2005 WY38                | 25 novembre 2005  | Spacewatch                |
| 643023 | 2005 WM45                | 22 novembre 2005  | Spacewatch                |
| 643024 | 2005 WA47                | 25 novembre 2005  | Spacewatch                |
| 643025 | 2005 WN47                | 25 novembre 2005  | Spacewatch                |
| 643026 | 2005 WR50                | 25 novembre 2005  | Mount Lemmon Survey       |
| 643027 | 2005 WO53                | 5 novembre 2005   | Spacewatch                |
| 643028 | 2005 WQ64                | 25 novembre 2005  | Mount Lemmon Survey       |
| 643029 | 2005 WE77                | 25 novembre 2005  | Spacewatch                |
| 643030 | 2005 WK93                | 25 novembre 2005  | Mount Lemmon Survey       |
| 643031 | 2005 WX93                | 26 novembre 2005  | Spacewatch                |
| 643032 | 2005 WB109               | 27 ottobre 2005   | Mount Lemmon Survey       |
| 643033 | 2005 WJ111               | 30 novembre 2005  | Spacewatch                |
| 643034 | 2005 WG115               | 29 novembre 2005  | Mount Lemmon Survey       |
| 643035 | 2005 WL121               | 5 novembre 2005   | Spacewatch                |
| 643036 | 2005 WD125               | 25 ottobre 2005   | Spacewatch                |
| 643037 | 2005 WD126               | 25 novembre 2005  | Mount Lemmon Survey       |
| 643038 | 2005 WJ128               | 25 novembre 2005  | Mount Lemmon Survey       |
| 643039 | 2005 WQ128               | 25 novembre 2005  | Mount Lemmon Survey       |
| 643040 | 2005 WM132               | 25 novembre 2005  | Mount Lemmon Survey       |
| 643041 | 2005 WA133               | 27 ottobre 2005   | Mount Lemmon Survey       |
| 643042 | 2005 WN133               | 25 novembre 2005  | Mount Lemmon Survey       |
| 643043 | 2005 WU136               | 26 novembre 2005  | Mount Lemmon Survey       |
| 643044 | 2005 WV138               | 26 novembre 2005  | Mount Lemmon Survey       |
| 643045 | 2005 WT147               | 25 novembre 2005  | Spacewatch                |
| 643046 | 2005 WP149               | 20 luglio 2001    | NEAT                      |
| 643047 | 2005 WQ161               | 5 novembre 2005   | Spacewatch                |
| 643048 | 2005 WC164               | 29 novembre 2005  | Spacewatch                |
| 643049 | 2005 WE164               | 29 novembre 2005  | Spacewatch                |
| 643050 | 2005 WX173               | 30 novembre 2005  | Mount Lemmon Survey       |
| 643051 | 2005 WU183               | 28 novembre 2005  | NEAT                      |
| 643052 | 2005 WH187               | 29 novembre 2005  | Spacewatch                |
| 643053 | 2005 WZ202               | 30 novembre 2005  | Spacewatch                |
| 643054 | 2005 WV204               | 25 novembre 2005  | Mount Lemmon Survey       |
| 643055 | 2005 WQ205               | 30 novembre 2005  | Mount Lemmon Survey       |
| 643056 | 2005 WX205               | 5 novembre 2005   | Spacewatch                |
| 643057 | 2005 WH209               | 24 novembre 2005  | Osservatorio di Mauna Kea |
| 643058 | 2005 WW211               | 10 novembre 2005  | Spacewatch                |
| 643059 | 2005 WT212               | 30 novembre 2005  | Spacewatch                |
| 643060 | 2005 WV212               | 25 novembre 2005  | Spacewatch                |
| 643061 | 2005 WB213               | 30 novembre 2005  | Mount Lemmon Survey       |
| 643062 | 2005 WE213               | 2 gennaio 2012    | Mount Lemmon Survey       |
| 643063 | 2005 WO213               | 10 marzo 2007     | Spacewatch                |
| 643064 | 2005 WY213               | 21 ottobre 2012   | Pan-STARRS                |
| 643065 | 2005 WE214               | 15 ottobre 2012   | Spacewatch                |
| 643066 | 2005 WV214               | 29 settembre 2009 | Mount Lemmon Survey       |
| 643067 | 2005 WF215               | 22 novembre 2005  | Spacewatch                |
| 643068 | 2005 WO215               | 19 luglio 2015    | Pan-STARRS                |
| 643069 | 2005 WD216               | 25 novembre 2005  | Spacewatch                |
| 643070 | 2005 WB217               | 21 novembre 2005  | Spacewatch                |
| 643071 | 2005 WJ217               | 25 novembre 2005  | Spacewatch                |
| 643072 | 2005 WM217               | 25 novembre 2005  | Spacewatch                |
| 643073 | 2005 WM219               | 25 novembre 2005  | Spacewatch                |
| 643074 | 2005 WM220               | 25 novembre 2005  | Spacewatch                |
| 643075 | 2005 XQ5                 | 23 ottobre 2005   | NEAT                      |
| 643076 | 2005 XM12                | 1 dicembre 2005   | Mount Lemmon Survey       |
| 643077 | 2005 XP14                | 1 dicembre 2005   | Spacewatch                |
| 643078 | 2005 XA21                | 24 ottobre 2005   | Spacewatch                |
| 643079 | 2005 XF23                | 2 dicembre 2005   | Mount Lemmon Survey       |
| 643080 | 2005 XM23                | 2 dicembre 2005   | Mount Lemmon Survey       |
| 643081 | 2005 XD26                | 4 dicembre 2005   | Mount Lemmon Survey       |
| 643082 | 2005 XM30                | 1 dicembre 2005   | Spacewatch                |
| 643083 | 2005 XC34                | 4 dicembre 2005   | Spacewatch                |
| 643084 | 2005 XF35                | 4 dicembre 2005   | Spacewatch                |
| 643085 | 2005 XP35                | 4 dicembre 2005   | Spacewatch                |
| 643086 | 2005 XT35                | 4 dicembre 2005   | Spacewatch                |
| 643087 | 2005 XW39                | 5 dicembre 2005   | Spacewatch                |
| 643088 | 2005 XS41                | 7 dicembre 2005   | Spacewatch                |
| 643089 | 2005 XD44                | 2 dicembre 2005   | Spacewatch                |
| 643090 | 2005 XV47                | 2 dicembre 2005   | Spacewatch                |
| 643091 | 2005 XZ51                | 2 dicembre 2005   | Spacewatch                |
| 643092 | 2005 XV55                | 26 novembre 2005  | Mount Lemmon Survey       |
| 643093 | 2005 XL58                | 2 dicembre 2005   | Mount Lemmon Survey       |
| 643094 | 2005 XP59                | 25 novembre 2005  | Spacewatch                |
| 643095 | 2005 XT59                | 3 dicembre 2005   | Spacewatch                |
| 643096 | 2005 XO60                | 4 dicembre 2005   | Spacewatch                |
| 643097 | 2005 XP67                | 5 dicembre 2005   | Mount Lemmon Survey       |
| 643098 | 2005 XK71                | 6 dicembre 2005   | Spacewatch                |
| 643099 | 2005 XD74                | 6 dicembre 2005   | Spacewatch                |
| 643100 | 2005 XK77                | 8 dicembre 2005   | Spacewatch                |

## 643101–643200
| Nome   | Designazione provvisoria | Data di scoperta  | Scopritore                 |
| ------ | ------------------------ | ----------------- | -------------------------- |
| 643101 | 2005 XR88                | 6 dicembre 2005   | Spacewatch                 |
| 643102 | 2005 XN89                | 7 dicembre 2005   | Spacewatch                 |
| 643103 | 2005 XK92                | 8 dicembre 2005   | CSS                        |
| 643104 | 2005 XE96                | 28 ottobre 2005   | Mount Lemmon Survey        |
| 643105 | 2005 XR102               | 30 settembre 2000 | Spacewatch                 |
| 643106 | 2005 XM106               | 1 dicembre 2005   | L. H. Wasserman, R. Millis |
| 643107 | 2005 XP110               | 3 dicembre 2005   | Osservatorio di Mauna Kea  |
| 643108 | 2005 XW111               | 4 dicembre 2005   | Mount Lemmon Survey        |
| 643109 | 2005 XF118               | 8 novembre 2018   | Mount Lemmon Survey        |
| 643110 | 2005 XL120               | 11 febbraio 2008  | Mount Lemmon Survey        |
| 643111 | 2005 XN120               | 8 dicembre 2005   | Spacewatch                 |
| 643112 | 2005 XW120               | 26 novembre 2006  | Spacewatch                 |
| 643113 | 2005 XQ121               | 10 dicembre 2005  | Spacewatch                 |
| 643114 | 2005 XR121               | 27 ottobre 2008   | Mount Lemmon Survey        |
| 643115 | 2005 XS121               | 27 luglio 2011    | Pan-STARRS                 |
| 643116 | 2005 XK122               | 2 dicembre 2005   | Spacewatch                 |
| 643117 | 2005 XF123               | 8 dicembre 2005   | Spacewatch                 |
| 643118 | 2005 XG123               | 26 novembre 2012  | Mount Lemmon Survey        |
| 643119 | 2005 XZ123               | 4 dicembre 2012   | Mount Lemmon Survey        |
| 643120 | 2005 XC124               | 23 ottobre 2012   | Spacewatch                 |
| 643121 | 2005 XR124               | 1 dicembre 2005   | Spacewatch                 |
| 643122 | 2005 XF125               | 19 dicembre 2009  | Spacewatch                 |
| 643123 | 2005 XM125               | 2 dicembre 2005   | Spacewatch                 |
| 643124 | 2005 XQ125               | 6 dicembre 2005   | Spacewatch                 |
| 643125 | 2005 XS126               | 6 dicembre 2005   | Spacewatch                 |
| 643126 | 2005 XQ127               | 22 ottobre 2014   | Mount Lemmon Survey        |
| 643127 | 2005 XY127               | 2 dicembre 2005   | Spacewatch                 |
| 643128 | 2005 XD128               | 8 gennaio 2016    | Pan-STARRS                 |
| 643129 | 2005 XQ128               | 1 dicembre 2005   | Mount Lemmon Survey        |
| 643130 | 2005 XV128               | 12 settembre 2015 | Pan-STARRS                 |
| 643131 | 2005 XH129               | 27 dicembre 2017  | Mount Lemmon Survey        |
| 643132 | 2005 XD130               | 6 dicembre 2005   | Spacewatch                 |
| 643133 | 2005 XL130               | 6 ottobre 2012    | Spacewatch                 |
| 643134 | 2005 XE131               | 9 settembre 2015  | Pan-STARRS                 |
| 643135 | 2005 XF131               | 11 gennaio 2016   | Pan-STARRS                 |
| 643136 | 2005 XP131               | 15 febbraio 2013  | Pan-STARRS                 |
| 643137 | 2005 XS131               | 5 aprile 2014     | Pan-STARRS                 |
| 643138 | 2005 XL132               | 1 dicembre 2005   | Mount Lemmon Survey        |
| 643139 | 2005 XG133               | 3 dicembre 2005   | Spacewatch                 |
| 643140 | 2005 XV134               | 4 dicembre 2005   | Spacewatch                 |
| 643141 | 2005 XG135               | 7 dicembre 2005   | Spacewatch                 |
| 643142 | 2005 XN136               | 4 dicembre 2005   | Spacewatch                 |
| 643143 | 2005 YS5                 | 26 novembre 2005  | Spacewatch                 |
| 643144 | 2005 YM9                 | 4 novembre 2005   | Mount Lemmon Survey        |
| 643145 | 2005 YE10                | 21 dicembre 2005  | Spacewatch                 |
| 643146 | 2005 YH11                | 21 dicembre 2005  | Spacewatch                 |
| 643147 | 2005 YX19                | 4 dicembre 2005   | Spacewatch                 |
| 643148 | 2005 YT21                | 24 dicembre 2005  | Spacewatch                 |
| 643149 | 2005 YA23                | 24 dicembre 2005  | Spacewatch                 |
| 643150 | 2005 YX29                | 25 dicembre 2005  | Spacewatch                 |
| 643151 | 2005 YX43                | 25 dicembre 2005  | Spacewatch                 |
| 643152 | 2005 YG44                | 25 dicembre 2005  | Spacewatch                 |
| 643153 | 2005 YG53                | 22 dicembre 2005  | Spacewatch                 |
| 643154 | 2005 YB55                | 25 novembre 2005  | Spacewatch                 |
| 643155 | 2005 YP57                | 24 dicembre 2005  | Spacewatch                 |
| 643156 | 2005 YP58                | 24 dicembre 2005  | Spacewatch                 |
| 643157 | 2005 YY60                | 5 novembre 2005   | Spacewatch                 |
| 643158 | 2005 YT61                | 5 dicembre 2005   | Mount Lemmon Survey        |
| 643159 | 2005 YH67                | 26 dicembre 2005  | Spacewatch                 |
| 643160 | 2005 YY67                | 26 dicembre 2005  | Spacewatch                 |
| 643161 | 2005 YH74                | 4 dicembre 2005   | Spacewatch                 |
| 643162 | 2005 YB82                | 24 dicembre 2005  | Spacewatch                 |
| 643163 | 2005 YV84                | 25 dicembre 2005  | Spacewatch                 |
| 643164 | 2005 YX86                | 25 dicembre 2005  | Mount Lemmon Survey        |
| 643165 | 2005 YZ86                | 25 dicembre 2005  | Mount Lemmon Survey        |
| 643166 | 2005 YK87                | 25 dicembre 2005  | Mount Lemmon Survey        |
| 643167 | 2005 YT88                | 25 dicembre 2005  | Mount Lemmon Survey        |
| 643168 | 2005 YV92                | 27 dicembre 2005  | Mount Lemmon Survey        |
| 643169 | 2005 YL94                | 21 dicembre 2005  | Spacewatch                 |
| 643170 | 2005 YD95                | 25 dicembre 2005  | Spacewatch                 |
| 643171 | 2005 YH96                | 25 dicembre 2005  | Spacewatch                 |
| 643172 | 2005 YV98                | 5 dicembre 2005   | Mount Lemmon Survey        |
| 643173 | 2005 YU99                | 28 dicembre 2005  | Spacewatch                 |
| 643174 | 2005 YE103               | 5 dicembre 2005   | Spacewatch                 |
| 643175 | 2005 YR105               | 25 dicembre 2005  | Spacewatch                 |
| 643176 | 2005 YN107               | 25 dicembre 2005  | Mount Lemmon Survey        |
| 643177 | 2005 YP110               | 25 dicembre 2005  | Spacewatch                 |
| 643178 | 2005 YJ111               | 25 dicembre 2005  | Spacewatch                 |
| 643179 | 2005 YA112               | 25 dicembre 2005  | Mount Lemmon Survey        |
| 643180 | 2005 YU112               | 2 dicembre 2005   | Mount Lemmon Survey        |
| 643181 | 2005 YR114               | 25 dicembre 2005  | Spacewatch                 |
| 643182 | 2005 YK115               | 25 dicembre 2005  | Spacewatch                 |
| 643183 | 2005 YG118               | 25 dicembre 2005  | Spacewatch                 |
| 643184 | 2005 YX124               | 26 dicembre 2005  | Spacewatch                 |
| 643185 | 2005 YX134               | 26 dicembre 2005  | Spacewatch                 |
| 643186 | 2005 YC143               | 28 dicembre 2005  | Mount Lemmon Survey        |
| 643187 | 2005 YY143               | 6 dicembre 2005   | Mount Lemmon Survey        |
| 643188 | 2005 YJ145               | 29 dicembre 2005  | Mount Lemmon Survey        |
| 643189 | 2005 YP151               | 25 dicembre 2005  | Spacewatch                 |
| 643190 | 2005 YY157               | 27 dicembre 2005  | Spacewatch                 |
| 643191 | 2005 YA159               | 27 dicembre 2005  | Spacewatch                 |
| 643192 | 2005 YG161               | 27 dicembre 2005  | Spacewatch                 |
| 643193 | 2005 YL162               | 27 dicembre 2005  | Mount Lemmon Survey        |
| 643194 | 2005 YB163               | 27 dicembre 2005  | Mount Lemmon Survey        |
| 643195 | 2005 YT186               | 30 gennaio 2011   | Mount Lemmon Survey        |
| 643196 | 2005 YO194               | 31 dicembre 2005  | Spacewatch                 |
| 643197 | 2005 YG195               | 31 dicembre 2005  | Spacewatch                 |
| 643198 | 2005 YA198               | 25 dicembre 2005  | Mount Lemmon Survey        |
| 643199 | 2005 YD198               | 2 dicembre 2005   | Mount Lemmon Survey        |
| 643200 | 2005 YN202               | 25 dicembre 2005  | Spacewatch                 |

## 643201–643300
| Nome   | Designazione provvisoria | Data di scoperta | Scopritore          |
| ------ | ------------------------ | ---------------- | ------------------- |
| 643201 | 2005 YX204               | 26 dicembre 2005 | Spacewatch          |
| 643202 | 2005 YO206               | 27 dicembre 2005 | Mount Lemmon Survey |
| 643203 | 2005 YV215               | 29 dicembre 2005 | Mount Lemmon Survey |
| 643204 | 2005 YX218               | 30 dicembre 2005 | Mount Lemmon Survey |
| 643205 | 2005 YC229               | 25 dicembre 2005 | Spacewatch          |
| 643206 | 2005 YL231               | 27 dicembre 2005 | Spacewatch          |
| 643207 | 2005 YQ233               | 28 dicembre 2005 | Mount Lemmon Survey |
| 643208 | 2005 YU233               | 28 dicembre 2005 | Mount Lemmon Survey |
| 643209 | 2005 YR235               | 28 dicembre 2005 | Spacewatch          |
| 643210 | 2005 YU237               | 28 dicembre 2005 | Spacewatch          |
| 643211 | 2005 YK240               | 29 dicembre 2005 | Mount Lemmon Survey |
| 643212 | 2005 YY242               | 30 dicembre 2005 | Spacewatch          |
| 643213 | 2005 YT243               | 30 dicembre 2005 | Spacewatch          |
| 643214 | 2005 YW244               | 30 dicembre 2005 | Spacewatch          |
| 643215 | 2005 YC250               | 28 dicembre 2005 | Spacewatch          |
| 643216 | 2005 YO253               | 29 dicembre 2005 | Spacewatch          |
| 643217 | 2005 YF255               | 30 dicembre 2005 | Spacewatch          |
| 643218 | 2005 YC256               | 30 dicembre 2005 | Spacewatch          |
| 643219 | 2005 YK257               | 30 dicembre 2005 | Spacewatch          |
| 643220 | 2005 YR257               | 10 novembre 2005 | Spacewatch          |
| 643221 | 2005 YS258               | 24 dicembre 2005 | Spacewatch          |
| 643222 | 2005 YZ258               | 20 marzo 2002    | Kitt Peak Obs.      |
| 643223 | 2005 YT259               | 24 dicembre 2005 | Spacewatch          |
| 643224 | 2005 YJ262               | 11 novembre 2001 | SDSS Collaboration  |
| 643225 | 2005 YQ262               | 25 dicembre 2005 | Spacewatch          |
| 643226 | 2005 YJ267               | 24 dicembre 2005 | Spacewatch          |
| 643227 | 2005 YE268               | 25 dicembre 2005 | Mount Lemmon Survey |
| 643228 | 2005 YZ269               | 26 dicembre 2005 | Mount Lemmon Survey |
| 643229 | 2005 YZ270               | 28 dicembre 2005 | Spacewatch          |
| 643230 | 2005 YQ275               | 28 novembre 2005 | Spacewatch          |
| 643231 | 2005 YY275               | 21 dicembre 2005 | Spacewatch          |
| 643232 | 2005 YS276               | 24 dicembre 2005 | Spacewatch          |
| 643233 | 2005 YT277               | 30 novembre 2005 | Mount Lemmon Survey |
| 643234 | 2005 YZ283               | 10 dicembre 2005 | Spacewatch          |
| 643235 | 2005 YQ285               | 20 febbraio 2002 | Spacewatch          |
| 643236 | 2005 YJ288               | 16 febbraio 2010 | Mount Lemmon Survey |
| 643237 | 2005 YS288               | 29 dicembre 2005 | Mount Lemmon Survey |
| 643238 | 2005 YC291               | 28 dicembre 2005 | Mount Lemmon Survey |
| 643239 | 2005 YP293               | 12 agosto 2004   | NEAT                |
| 643240 | 2005 YA294               | 16 novembre 2009 | Mount Lemmon Survey |
| 643241 | 2005 YW294               | 18 febbraio 2010 | Mount Lemmon Survey |
| 643242 | 2005 YD296               | 4 settembre 2008 | Spacewatch          |
| 643243 | 2005 YK296               | 13 dicembre 2012 | Mount Lemmon Survey |
| 643244 | 2005 YS296               | 3 maggio 2008    | Mount Lemmon Survey |
| 643245 | 2005 YF297               | 10 agosto 2015   | Pan-STARRS          |
| 643246 | 2005 YT297               | 6 novembre 2012  | Spacewatch          |
| 643247 | 2005 YU297               | 29 dicembre 2005 | Mount Lemmon Survey |
| 643248 | 2005 YV297               | 19 ottobre 2012  | Pan-STARRS          |
| 643249 | 2005 YD298               | 3 settembre 1995 | Spacewatch          |
| 643250 | 2005 YJ298               | 27 dicembre 2005 | Spacewatch          |
| 643251 | 2005 YY299               | 5 novembre 2016  | Mount Lemmon Survey |
| 643252 | 2005 YF300               | 25 dicembre 2005 | Mount Lemmon Survey |
| 643253 | 2005 YM300               | 28 dicembre 2005 | Spacewatch          |
| 643254 | 2005 YP300               | 26 dicembre 2005 | Spacewatch          |
| 643255 | 2005 YS300               | 28 dicembre 2005 | Mount Lemmon Survey |
| 643256 | 2005 YE301               | 25 dicembre 2005 | Spacewatch          |
| 643257 | 2005 YR301               | 25 dicembre 2005 | Spacewatch          |
| 643258 | 2005 YH302               | 27 dicembre 2005 | Spacewatch          |
| 643259 | 2006 AA2                 | 2 gennaio 2006   | Mount Lemmon Survey |
| 643260 | 2006 AN2                 | 3 gennaio 2006   | LINEAR              |
| 643261 | 2006 AR6                 | 1 ottobre 2005   | Mount Lemmon Survey |
| 643262 | 2006 AD9                 | 2 gennaio 2006   | LINEAR              |
| 643263 | 2006 AO16                | 4 gennaio 2006   | CSS                 |
| 643264 | 2006 AA19                | 5 gennaio 2006   | Spacewatch          |
| 643265 | 2006 AB27                | 5 gennaio 2006   | Spacewatch          |
| 643266 | 2006 AC33                | 30 dicembre 2005 | Spacewatch          |
| 643267 | 2006 AO36                | 4 gennaio 2006   | Spacewatch          |
| 643268 | 2006 AA38                | 5 gennaio 2006   | Mount Lemmon Survey |
| 643269 | 2006 AB47                | 29 dicembre 2005 | Spacewatch          |
| 643270 | 2006 AV49                | 8 dicembre 2005  | Spacewatch          |
| 643271 | 2006 AJ51                | 28 dicembre 2005 | Spacewatch          |
| 643272 | 2006 AF55                | 5 gennaio 2006   | Spacewatch          |
| 643273 | 2006 AF59                | 26 dicembre 2005 | Mount Lemmon Survey |
| 643274 | 2006 AX61                | 5 gennaio 2006   | Spacewatch          |
| 643275 | 2006 AR62                | 6 gennaio 2006   | Spacewatch          |
| 643276 | 2006 AQ65                | 27 dicembre 2005 | Spacewatch          |
| 643277 | 2006 AV67                | 30 dicembre 2005 | Mount Lemmon Survey |
| 643278 | 2006 AF77                | 6 gennaio 2006   | Spacewatch          |
| 643279 | 2006 AG87                | 30 aprile 2003   | Spacewatch          |
| 643280 | 2006 AR87                | 4 gennaio 2006   | Spacewatch          |
| 643281 | 2006 AR88                | 5 gennaio 2006   | Spacewatch          |
| 643282 | 2006 AC89                | 5 gennaio 2006   | Mount Lemmon Survey |
| 643283 | 2006 AP89                | 5 gennaio 2006   | Spacewatch          |
| 643284 | 2006 AT90                | 6 gennaio 2006   | Spacewatch          |
| 643285 | 2006 AL94                | 8 gennaio 2006   | Spacewatch          |
| 643286 | 2006 AK105               | 6 gennaio 2006   | Spacewatch          |
| 643287 | 2006 AN108               | 8 gennaio 2006   | Mount Lemmon Survey |
| 643288 | 2006 AZ108               | 7 gennaio 2006   | Spacewatch          |
| 643289 | 2006 AP109               | 16 gennaio 2013  | Pan-STARRS          |
| 643290 | 2006 AH110               | 15 agosto 2013   | Pan-STARRS          |
| 643291 | 2006 AJ110               | 5 settembre 2008 | Spacewatch          |
| 643292 | 2006 AB111               | 8 maggio 2014    | Pan-STARRS          |
| 643293 | 2006 AC111               | 9 gennaio 2006   | Spacewatch          |
| 643294 | 2006 AP111               | 8 febbraio 2011  | Mount Lemmon Survey |
| 643295 | 2006 AR111               | 10 ottobre 2008  | Mount Lemmon Survey |
| 643296 | 2006 AD112               | 8 dicembre 2015  | Pan-STARRS          |
| 643297 | 2006 AA113               | 18 gennaio 2015  | Pan-STARRS          |
| 643298 | 2006 AR113               | 11 giugno 2018   | Pan-STARRS          |
| 643299 | 2006 AD114               | 6 gennaio 2006   | Mount Lemmon Survey |
| 643300 | 2006 AE114               | 7 gennaio 2006   | Mount Lemmon Survey |

## 643301–643400
| Nome   | Designazione provvisoria | Data di scoperta  | Scopritore                 |
| ------ | ------------------------ | ----------------- | -------------------------- |
| 643301 | 2006 AQ114               | 7 gennaio 2006    | Spacewatch                 |
| 643302 | 2006 AR114               | 7 gennaio 2006    | Mount Lemmon Survey        |
| 643303 | 2006 AE115               | 10 gennaio 2006   | Mount Lemmon Survey        |
| 643304 | 2006 AH115               | 10 gennaio 2006   | Spacewatch                 |
| 643305 | 2006 AU115               | 7 gennaio 2006    | Spacewatch                 |
| 643306 | 2006 AJ117               | 8 gennaio 2006    | Spacewatch                 |
| 643307 | 2006 BB10                | 22 gennaio 2006   | Mount Lemmon Survey        |
| 643308 | 2006 BR14                | 22 gennaio 2006   | Mount Lemmon Survey        |
| 643309 | 2006 BX17                | 22 gennaio 2006   | Mount Lemmon Survey        |
| 643310 | 2006 BQ18                | 25 dicembre 2005  | Mount Lemmon Survey        |
| 643311 | 2006 BA22                | 6 dicembre 2005   | Mount Lemmon Survey        |
| 643312 | 2006 BL24                | 6 gennaio 2006    | Mount Lemmon Survey        |
| 643313 | 2006 BL26                | 24 gennaio 2006   | K. Sárneczky               |
| 643314 | 2006 BO27                | 22 gennaio 2006   | Mount Lemmon Survey        |
| 643315 | 2006 BD29                | 23 gennaio 2006   | Mount Lemmon Survey        |
| 643316 | 2006 BR32                | 24 ottobre 2005   | Osservatorio di Mauna Kea  |
| 643317 | 2006 BJ37                | 6 gennaio 2006    | Spacewatch                 |
| 643318 | 2006 BP37                | 30 dicembre 2005  | Spacewatch                 |
| 643319 | 2006 BV38                | 30 novembre 2005  | NEAT                       |
| 643320 | 2006 BN39                | 24 gennaio 2006   | H. Kurosaki, A. Nakajima   |
| 643321 | 2006 BZ43                | 8 gennaio 2006    | Mount Lemmon Survey        |
| 643322 | 2006 BZ46                | 24 gennaio 2006   | LINEAR                     |
| 643323 | 2006 BM49                | 4 gennaio 2006    | Spacewatch                 |
| 643324 | 2006 BK51                | 25 gennaio 2006   | Spacewatch                 |
| 643325 | 2006 BJ52                | 25 gennaio 2006   | Spacewatch                 |
| 643326 | 2006 BY52                | 24 dicembre 2005  | Spacewatch                 |
| 643327 | 2006 BC58                | 2 dicembre 2005   | L. H. Wasserman, R. Millis |
| 643328 | 2006 BT58                | 23 gennaio 2006   | Spacewatch                 |
| 643329 | 2006 BW62                | 20 gennaio 2006   | Spacewatch                 |
| 643330 | 2006 BF64                | 1 dicembre 2005   | L. H. Wasserman, R. Millis |
| 643331 | 2006 BH64                | 22 gennaio 2006   | Mount Lemmon Survey        |
| 643332 | 2006 BN64                | 6 gennaio 2006    | Spacewatch                 |
| 643333 | 2006 BW64                | 22 gennaio 2006   | Mount Lemmon Survey        |
| 643334 | 2006 BL65                | 23 gennaio 2006   | Spacewatch                 |
| 643335 | 2006 BO65                | 23 gennaio 2006   | Spacewatch                 |
| 643336 | 2006 BT66                | 23 gennaio 2006   | Spacewatch                 |
| 643337 | 2006 BL69                | 23 gennaio 2006   | Spacewatch                 |
| 643338 | 2006 BT69                | 23 gennaio 2006   | Spacewatch                 |
| 643339 | 2006 BJ70                | 23 gennaio 2006   | Spacewatch                 |
| 643340 | 2006 BX70                | 23 gennaio 2006   | Spacewatch                 |
| 643341 | 2006 BJ71                | 23 gennaio 2006   | Spacewatch                 |
| 643342 | 2006 BZ75                | 23 gennaio 2006   | Spacewatch                 |
| 643343 | 2006 BP89                | 7 gennaio 2006    | Mount Lemmon Survey        |
| 643344 | 2006 BZ91                | 26 gennaio 2006   | Mount Lemmon Survey        |
| 643345 | 2006 BB102               | 23 gennaio 2006   | Mount Lemmon Survey        |
| 643346 | 2006 BO104               | 25 gennaio 2006   | Spacewatch                 |
| 643347 | 2006 BE106               | 7 gennaio 2006    | Mount Lemmon Survey        |
| 643348 | 2006 BE111               | 25 gennaio 2006   | Spacewatch                 |
| 643349 | 2006 BC112               | 25 gennaio 2006   | Spacewatch                 |
| 643350 | 2006 BT113               | 25 gennaio 2006   | Spacewatch                 |
| 643351 | 2006 BQ116               | 26 gennaio 2006   | Spacewatch                 |
| 643352 | 2006 BG119               | 26 gennaio 2006   | Spacewatch                 |
| 643353 | 2006 BP120               | 26 gennaio 2006   | Spacewatch                 |
| 643354 | 2006 BQ128               | 26 gennaio 2006   | Mount Lemmon Survey        |
| 643355 | 2006 BD131               | 26 gennaio 2006   | Spacewatch                 |
| 643356 | 2006 BR132               | 26 gennaio 2006   | Spacewatch                 |
| 643357 | 2006 BQ133               | 26 gennaio 2006   | Spacewatch                 |
| 643358 | 2006 BG139               | 28 gennaio 2006   | Mount Lemmon Survey        |
| 643359 | 2006 BL141               | 25 gennaio 2006   | Spacewatch                 |
| 643360 | 2006 BO144               | 23 gennaio 2006   | CSS                        |
| 643361 | 2006 BQ153               | 25 gennaio 2006   | Spacewatch                 |
| 643362 | 2006 BD154               | 25 gennaio 2006   | Spacewatch                 |
| 643363 | 2006 BC159               | 26 gennaio 2006   | Spacewatch                 |
| 643364 | 2006 BW159               | 26 gennaio 2006   | Spacewatch                 |
| 643365 | 2006 BY167               | 26 gennaio 2006   | Mount Lemmon Survey        |
| 643366 | 2006 BG172               | 8 gennaio 2006    | Mount Lemmon Survey        |
| 643367 | 2006 BE174               | 27 gennaio 2006   | Spacewatch                 |
| 643368 | 2006 BP176               | 27 gennaio 2006   | Spacewatch                 |
| 643369 | 2006 BV176               | 27 gennaio 2006   | Spacewatch                 |
| 643370 | 2006 BG179               | 7 gennaio 2006    | Mount Lemmon Survey        |
| 643371 | 2006 BO180               | 24 ottobre 2005   | Osservatorio di Mauna Kea  |
| 643372 | 2006 BF182               | 27 gennaio 2006   | Mount Lemmon Survey        |
| 643373 | 2006 BN184               | 28 gennaio 2006   | Mount Lemmon Survey        |
| 643374 | 2006 BT188               | 28 gennaio 2006   | Spacewatch                 |
| 643375 | 2006 BY189               | 28 gennaio 2006   | Spacewatch                 |
| 643376 | 2006 BK199               | 30 gennaio 2006   | Spacewatch                 |
| 643377 | 2006 BA201               | 2 gennaio 2006    | Mount Lemmon Survey        |
| 643378 | 2006 BQ205               | 31 gennaio 2006   | Mount Lemmon Survey        |
| 643379 | 2006 BX205               | 24 ottobre 2005   | Osservatorio di Mauna Kea  |
| 643380 | 2006 BX208               | 31 gennaio 2006   | Mount Lemmon Survey        |
| 643381 | 2006 BS209               | 31 gennaio 2006   | Mount Lemmon Survey        |
| 643382 | 2006 BR215               | 25 gennaio 2006   | CSS                        |
| 643383 | 2006 BK218               | 27 gennaio 2006   | Mount Lemmon Survey        |
| 643384 | 2006 BB225               | 30 gennaio 2006   | Spacewatch                 |
| 643385 | 2006 BA231               | 23 gennaio 2006   | Spacewatch                 |
| 643386 | 2006 BW241               | 31 gennaio 2006   | Spacewatch                 |
| 643387 | 2006 BG243               | 31 gennaio 2006   | Spacewatch                 |
| 643388 | 2006 BK243               | 8 febbraio 2002   | R. Millis, M. W. Buie      |
| 643389 | 2006 BZ243               | 31 gennaio 2006   | Spacewatch                 |
| 643390 | 2006 BO260               | 23 ottobre 2004   | Spacewatch                 |
| 643391 | 2006 BS262               | 31 gennaio 2006   | Spacewatch                 |
| 643392 | 2006 BS263               | 31 gennaio 2006   | Spacewatch                 |
| 643393 | 2006 BU272               | 7 gennaio 2006    | Mount Lemmon Survey        |
| 643394 | 2006 BK279               | 23 gennaio 2006   | Mount Lemmon Survey        |
| 643395 | 2006 BR285               | 7 gennaio 2006    | Mount Lemmon Survey        |
| 643396 | 2006 BE286               | 21 gennaio 2006   | Mount Lemmon Survey        |
| 643397 | 2006 BV286               | 8 settembre 2008  | Spacewatch                 |
| 643398 | 2006 BD287               | 25 settembre 2011 | Pan-STARRS                 |
| 643399 | 2006 BO287               | 30 gennaio 2006   | Spacewatch                 |
| 643400 | 2006 BR287               | 10 marzo 1997     | Spacewatch                 |

## 643401–643500
| Nome   | Designazione provvisoria | Data di scoperta  | Scopritore                 |
| ------ | ------------------------ | ----------------- | -------------------------- |
| 643401 | 2006 BW287               | 31 gennaio 2006   | Spacewatch                 |
| 643402 | 2006 BX287               | 23 gennaio 2006   | Spacewatch                 |
| 643403 | 2006 BW290               | 23 gennaio 2006   | Spacewatch                 |
| 643404 | 2006 BB291               | 5 settembre 2008  | Spacewatch                 |
| 643405 | 2006 BH291               | 14 settembre 2013 | Pan-STARRS                 |
| 643406 | 2006 BU291               | 31 gennaio 2006   | Spacewatch                 |
| 643407 | 2006 BA292               | 23 dicembre 2014  | Mount Lemmon Survey        |
| 643408 | 2006 BW292               | 31 gennaio 2006   | Spacewatch                 |
| 643409 | 2006 BN295               | 23 gennaio 2006   | Spacewatch                 |
| 643410 | 2006 BE296               | 27 gennaio 2006   | Spacewatch                 |
| 643411 | 2006 BM296               | 8 novembre 2008   | Mount Lemmon Survey        |
| 643412 | 2006 BB297               | 30 gennaio 2006   | Spacewatch                 |
| 643413 | 2006 BD297               | 23 gennaio 2006   | Spacewatch                 |
| 643414 | 2006 BO297               | 30 gennaio 2006   | Spacewatch                 |
| 643415 | 2006 BP297               | 23 gennaio 2006   | Mount Lemmon Survey        |
| 643416 | 2006 BL298               | 30 gennaio 2006   | Spacewatch                 |
| 643417 | 2006 BW298               | 27 gennaio 2006   | Spacewatch                 |
| 643418 | 2006 BB300               | 29 dicembre 2005  | Spacewatch                 |
| 643419 | 2006 BQ300               | 26 gennaio 2006   | Mount Lemmon Survey        |
| 643420 | 2006 BT301               | 22 gennaio 2006   | Mount Lemmon Survey        |
| 643421 | 2006 BL303               | 26 gennaio 2006   | Spacewatch                 |
| 643422 | 2006 CR1                 | 23 gennaio 2006   | Spacewatch                 |
| 643423 | 2006 CC3                 | 22 gennaio 2006   | Mount Lemmon Survey        |
| 643424 | 2006 CE3                 | 1 febbraio 2006   | Mount Lemmon Survey        |
| 643425 | 2006 CS3                 | 1 febbraio 2006   | Mount Lemmon Survey        |
| 643426 | 2006 CV3                 | 1 febbraio 2006   | Mount Lemmon Survey        |
| 643427 | 2006 CP4                 | 1 febbraio 2006   | Mount Lemmon Survey        |
| 643428 | 2006 CL5                 | 1 febbraio 2006   | Spacewatch                 |
| 643429 | 2006 CT5                 | 1 febbraio 2006   | Mount Lemmon Survey        |
| 643430 | 2006 CB6                 | 1 febbraio 2006   | Mount Lemmon Survey        |
| 643431 | 2006 CM7                 | 31 gennaio 2006   | Mount Lemmon Survey        |
| 643432 | 2006 CL14                | 1 febbraio 2006   | Spacewatch                 |
| 643433 | 2006 CE15                | 1 febbraio 2006   | Spacewatch                 |
| 643434 | 2006 CF15                | 1 febbraio 2006   | Spacewatch                 |
| 643435 | 2006 CJ20                | 22 gennaio 2006   | Mount Lemmon Survey        |
| 643436 | 2006 CN25                | 2 febbraio 2006   | Spacewatch                 |
| 643437 | 2006 CG26                | 25 gennaio 2006   | Spacewatch                 |
| 643438 | 2006 CR26                | 2 dicembre 2005   | L. H. Wasserman, R. Millis |
| 643439 | 2006 CH27                | 26 maggio 2003    | Spacewatch                 |
| 643440 | 2006 CC32                | 24 ottobre 2005   | Osservatorio di Mauna Kea  |
| 643441 | 2006 CJ33                | 7 ottobre 2004    | Spacewatch                 |
| 643442 | 2006 CX34                | 2 febbraio 2006   | Mount Lemmon Survey        |
| 643443 | 2006 CH42                | 2 febbraio 2006   | Spacewatch                 |
| 643444 | 2006 CN44                | 23 gennaio 2006   | Spacewatch                 |
| 643445 | 2006 CR45                | 23 gennaio 2006   | Mount Lemmon Survey        |
| 643446 | 2006 CV47                | 30 gennaio 2006   | Spacewatch                 |
| 643447 | 2006 CC48                | 4 febbraio 2006   | Mount Lemmon Survey        |
| 643448 | 2006 CE49                | 4 febbraio 2006   | Mount Lemmon Survey        |
| 643449 | 2006 CO52                | 4 febbraio 2006   | Spacewatch                 |
| 643450 | 2006 CA54                | 23 gennaio 2006   | Spacewatch                 |
| 643451 | 2006 CS54                | 23 gennaio 2006   | Mount Lemmon Survey        |
| 643452 | 2006 CD58                | 7 gennaio 2006    | Mount Lemmon Survey        |
| 643453 | 2006 CH59                | 6 febbraio 2006   | Spacewatch                 |
| 643454 | 2006 CT63                | 2 febbraio 2006   | Osservatorio di Mauna Kea  |
| 643455 | 2006 CN68                | 26 febbraio 2011  | Spacewatch                 |
| 643456 | 2006 CT70                | 18 settembre 2011 | Mount Lemmon Survey        |
| 643457 | 2006 CH73                | 25 febbraio 2011  | Mount Lemmon Survey        |
| 643458 | 2006 CG76                | 22 gennaio 2006   | Mount Lemmon Survey        |
| 643459 | 2006 CP77                | 10 ottobre 2008   | Mount Lemmon Survey        |
| 643460 | 2006 CQ77                | 26 gennaio 2006   | Mount Lemmon Survey        |
| 643461 | 2006 CM79                | 17 gennaio 2013   | Pan-STARRS                 |
| 643462 | 2006 CM81                | 5 febbraio 2006   | Mount Lemmon Survey        |
| 643463 | 2006 CS81                | 1 febbraio 2006   | Spacewatch                 |
| 643464 | 2006 CU81                | 1 febbraio 2006   | Spacewatch                 |
| 643465 | 2006 CY81                | 18 gennaio 2013   | Mount Lemmon Survey        |
| 643466 | 2006 CK82                | 18 marzo 2010     | Mount Lemmon Survey        |
| 643467 | 2006 CK83                | 27 agosto 2014    | Pan-STARRS                 |
| 643468 | 2006 CQ83                | 4 febbraio 2006   | Spacewatch                 |
| 643469 | 2006 CW83                | 16 gennaio 2015   | Pan-STARRS                 |
| 643470 | 2006 CT84                | 8 dicembre 2012   | Mount Lemmon Survey        |
| 643471 | 2006 CM86                | 9 gennaio 2016    | Pan-STARRS                 |
| 643472 | 2006 CT86                | 4 gennaio 2012    | Mount Lemmon Survey        |
| 643473 | 2006 CZ86                | 7 febbraio 2006   | Mount Lemmon Survey        |
| 643474 | 2006 CA87                | 6 novembre 2010   | Mount Lemmon Survey        |
| 643475 | 2006 CG87                | 2 ottobre 2013    | Pan-STARRS                 |
| 643476 | 2006 CB88                | 21 dicembre 2014  | Mount Lemmon Survey        |
| 643477 | 2006 CC88                | 1 febbraio 2006   | Spacewatch                 |
| 643478 | 2006 CP88                | 9 agosto 2015     | Pan-STARRS                 |
| 643479 | 2006 CB90                | 4 febbraio 2006   | Spacewatch                 |
| 643480 | 2006 DW2                 | 30 gennaio 2006   | Spacewatch                 |
| 643481 | 2006 DF5                 | 31 gennaio 2006   | CSS                        |
| 643482 | 2006 DQ11                | 10 gennaio 2006   | Spacewatch                 |
| 643483 | 2006 DO19                | 7 novembre 2005   | Osservatorio di Mauna Kea  |
| 643484 | 2006 DM24                | 4 febbraio 2006   | Spacewatch                 |
| 643485 | 2006 DZ35                | 20 febbraio 2006  | Spacewatch                 |
| 643486 | 2006 DV41                | 2 febbraio 2006   | Mount Lemmon Survey        |
| 643487 | 2006 DQ42                | 20 febbraio 2006  | Spacewatch                 |
| 643488 | 2006 DK55                | 24 febbraio 2006  | Mount Lemmon Survey        |
| 643489 | 2006 DZ60                | 3 dicembre 2005   | Osservatorio di Mauna Kea  |
| 643490 | 2006 DE61                | 24 febbraio 2006  | Spacewatch                 |
| 643491 | 2006 DW72                | 23 luglio 2015    | Pan-STARRS                 |
| 643492 | 2006 DJ76                | 31 gennaio 2006   | Spacewatch                 |
| 643493 | 2006 DU79                | 26 agosto 2003    | Cerro Tololo Obs.          |
| 643494 | 2006 DQ80                | 24 febbraio 2006  | Spacewatch                 |
| 643495 | 2006 DP83                | 24 febbraio 2006  | Spacewatch                 |
| 643496 | 2006 DM86                | 24 febbraio 2006  | Spacewatch                 |
| 643497 | 2006 DO89                | 24 febbraio 2006  | Spacewatch                 |
| 643498 | 2006 DE98                | 25 febbraio 2006  | Spacewatch                 |
| 643499 | 2006 DG101               | 7 gennaio 2006    | Mount Lemmon Survey        |
| 643500 | 2006 DM107               | 25 febbraio 2006  | Spacewatch                 |

## 643501–643600
| Nome   | Designazione provvisoria | Data di scoperta  | Scopritore                 |
| ------ | ------------------------ | ----------------- | -------------------------- |
| 643501 | 2006 DD108               | 25 febbraio 2006  | Spacewatch                 |
| 643502 | 2006 DR108               | 25 febbraio 2006  | Spacewatch                 |
| 643503 | 2006 DR113               | 27 febbraio 2006  | Spacewatch                 |
| 643504 | 2006 DE116               | 27 febbraio 2006  | Spacewatch                 |
| 643505 | 2006 DM116               | 27 febbraio 2006  | Spacewatch                 |
| 643506 | 2006 DJ125               | 23 gennaio 2006   | CSS                        |
| 643507 | 2006 DM125               | 25 febbraio 2006  | Spacewatch                 |
| 643508 | 2006 DY126               | 2 febbraio 2006   | Spacewatch                 |
| 643509 | 2006 DL127               | 25 gennaio 2006   | Spacewatch                 |
| 643510 | 2006 DG130               | 25 febbraio 2006  | Spacewatch                 |
| 643511 | 2006 DZ132               | 25 febbraio 2006  | Spacewatch                 |
| 643512 | 2006 DW135               | 2 settembre 2000  | LONEOS                     |
| 643513 | 2006 DM136               | 25 febbraio 2006  | Spacewatch                 |
| 643514 | 2006 DK138               | 25 febbraio 2006  | Spacewatch                 |
| 643515 | 2006 DB143               | 25 febbraio 2006  | Spacewatch                 |
| 643516 | 2006 DO151               | 16 settembre 2003 | Spacewatch                 |
| 643517 | 2006 DR151               | 25 febbraio 2006  | Spacewatch                 |
| 643518 | 2006 DG165               | 27 febbraio 2006  | Spacewatch                 |
| 643519 | 2006 DQ170               | 27 febbraio 2006  | Spacewatch                 |
| 643520 | 2006 DX170               | 4 aprile 1995     | Spacewatch                 |
| 643521 | 2006 DM172               | 27 febbraio 2006  | Spacewatch                 |
| 643522 | 2006 DO178               | 27 febbraio 2006  | Mount Lemmon Survey        |
| 643523 | 2006 DO180               | 3 dicembre 2005   | Osservatorio di Mauna Kea  |
| 643524 | 2006 DF182               | 27 febbraio 2006  | Mount Lemmon Survey        |
| 643525 | 2006 DX182               | 27 febbraio 2006  | Spacewatch                 |
| 643526 | 2006 DD183               | 6 giugno 2003     | Spacewatch                 |
| 643527 | 2006 DU188               | 27 febbraio 2006  | Spacewatch                 |
| 643528 | 2006 DF189               | 27 febbraio 2006  | Spacewatch                 |
| 643529 | 2006 DO194               | 1 dicembre 2005   | L. H. Wasserman, R. Millis |
| 643530 | 2006 DA206               | 25 febbraio 2006  | Spacewatch                 |
| 643531 | 2006 DX208               | 27 febbraio 2006  | Spacewatch                 |
| 643532 | 2006 DS219               | 20 febbraio 2006  | Mount Lemmon Survey        |
| 643533 | 2006 DF220               | 26 agosto 2012    | Pan-STARRS                 |
| 643534 | 2006 DG220               | 28 ottobre 2008   | Spacewatch                 |
| 643535 | 2006 DJ220               | 24 febbraio 2006  | Spacewatch                 |
| 643536 | 2006 DQ221               | 12 dicembre 2004  | LINEAR                     |
| 643537 | 2006 DV221               | 17 febbraio 2015  | Pan-STARRS                 |
| 643538 | 2006 DG222               | 27 gennaio 2006   | Spacewatch                 |
| 643539 | 2006 DO222               | 2 ottobre 2013    | Pan-STARRS                 |
| 643540 | 2006 DV222               | 30 maggio 2015    | Pan-STARRS                 |
| 643541 | 2006 DX222               | 25 febbraio 2006  | Spacewatch                 |
| 643542 | 2006 DH223               | 8 novembre 2008   | Mount Lemmon Survey        |
| 643543 | 2006 DX223               | 7 agosto 2008     | Spacewatch                 |
| 643544 | 2006 ET3                 | 2 marzo 2006      | Spacewatch                 |
| 643545 | 2006 EZ3                 | 4 febbraio 2006   | Spacewatch                 |
| 643546 | 2006 EO4                 | 2 marzo 2006      | Spacewatch                 |
| 643547 | 2006 EE8                 | 20 febbraio 2006  | Spacewatch                 |
| 643548 | 2006 EL17                | 2 marzo 2006      | Spacewatch                 |
| 643549 | 2006 ES20                | 27 gennaio 2006   | Mount Lemmon Survey        |
| 643550 | 2006 EK24                | 31 gennaio 2006   | Spacewatch                 |
| 643551 | 2006 EF28                | 3 marzo 2006      | Spacewatch                 |
| 643552 | 2006 EZ29                | 27 febbraio 2006  | Spacewatch                 |
| 643553 | 2006 EL30                | 4 settembre 2003  | Spacewatch                 |
| 643554 | 2006 EQ30                | 3 marzo 2006      | Spacewatch                 |
| 643555 | 2006 EN31                | 3 marzo 2006      | Spacewatch                 |
| 643556 | 2006 ED33                | 3 marzo 2006      | Spacewatch                 |
| 643557 | 2006 ED35                | 3 marzo 2006      | Spacewatch                 |
| 643558 | 2006 EA37                | 10 gennaio 2006   | Mount Lemmon Survey        |
| 643559 | 2006 EV39                | 4 marzo 2006      | Mount Lemmon Survey        |
| 643560 | 2006 EX42                | 4 marzo 2006      | Spacewatch                 |
| 643561 | 2006 EN43                | 5 marzo 2006      | Mount Lemmon Survey        |
| 643562 | 2006 ES43                | 4 marzo 2006      | Spacewatch                 |
| 643563 | 2006 EO48                | 1 febbraio 2006   | Spacewatch                 |
| 643564 | 2006 EB49                | 4 marzo 2006      | Spacewatch                 |
| 643565 | 2006 EV49                | 21 febbraio 2006  | CSS                        |
| 643566 | 2006 ET54                | 5 marzo 2006      | Spacewatch                 |
| 643567 | 2006 ER58                | 5 marzo 2006      | Spacewatch                 |
| 643568 | 2006 EO73                | 3 marzo 2006      | Spacewatch                 |
| 643569 | 2006 ED76                | 20 novembre 2004  | Spacewatch                 |
| 643570 | 2006 EP76                | 7 settembre 2011  | Spacewatch                 |
| 643571 | 2006 FZ20                | 4 marzo 2006      | Mount Lemmon Survey        |
| 643572 | 2006 FD38                | 23 marzo 2006     | Spacewatch                 |
| 643573 | 2006 FM40                | 25 marzo 2006     | Spacewatch                 |
| 643574 | 2006 FE46                | 25 marzo 2006     | Mount Lemmon Survey        |
| 643575 | 2006 FB56                | 24 marzo 2006     | Mount Lemmon Survey        |
| 643576 | 2006 FG60                | 9 ottobre 2008    | Mount Lemmon Survey        |
| 643577 | 2006 GP1                 | 2 aprile 2006     | Spacewatch                 |
| 643578 | 2006 GB11                | 2 aprile 2006     | Spacewatch                 |
| 643579 | 2006 GF15                | 2 aprile 2006     | Spacewatch                 |
| 643580 | 2006 GT17                | 2 aprile 2006     | Spacewatch                 |
| 643581 | 2006 GQ26                | 2 aprile 2006     | Spacewatch                 |
| 643582 | 2006 GB35                | 7 aprile 2006     | Spacewatch                 |
| 643583 | 2006 GJ56                | 19 novembre 2007  | Spacewatch                 |
| 643584 | 2006 GQ56                | 19 maggio 2010    | Mount Lemmon Survey        |
| 643585 | 2006 HY14                | 27 settembre 2003 | Spacewatch                 |
| 643586 | 2006 HL20                | 25 aprile 2000    | Spacewatch                 |
| 643587 | 2006 HT21                | 11 marzo 2002     | NEAT                       |
| 643588 | 2006 HM26                | 20 aprile 2006    | Spacewatch                 |
| 643589 | 2006 HS45                | 25 aprile 2006    | Spacewatch                 |
| 643590 | 2006 HX45                | 12 febbraio 2002  | Spacewatch                 |
| 643591 | 2006 HD64                | 24 aprile 2006    | Spacewatch                 |
| 643592 | 2006 HP76                | 25 aprile 2006    | Spacewatch                 |
| 643593 | 2006 HJ83                | 26 aprile 2006    | Spacewatch                 |
| 643594 | 2006 HJ90                | 26 aprile 2006    | Spacewatch                 |
| 643595 | 2006 HT108               | 30 aprile 2006    | CSS                        |
| 643596 | 2006 HZ119               | 30 aprile 2006    | Spacewatch                 |
| 643597 | 2006 HX126               | 28 aprile 2006    | Cerro Tololo Obs.          |
| 643598 | 2006 HS129               | 31 gennaio 2006   | Spacewatch                 |
| 643599 | 2006 HL130               | 26 aprile 2006    | Cerro Tololo Obs.          |
| 643600 | 2006 HC131               | 26 aprile 2006    | Cerro Tololo Obs.          |

## 643601–643700
| Nome   | Designazione provvisoria | Data di scoperta  | Scopritore                |
| ------ | ------------------------ | ----------------- | ------------------------- |
| 643601 | 2006 HV134               | 26 aprile 2006    | Cerro Tololo Obs.         |
| 643602 | 2006 HO138               | 26 aprile 2006    | Spacewatch                |
| 643603 | 2006 HM139               | 26 aprile 2006    | Cerro Tololo Obs.         |
| 643604 | 2006 HL141               | 26 aprile 2006    | Cerro Tololo Obs.         |
| 643605 | 2006 HJ145               | 27 aprile 2006    | Cerro Tololo Obs.         |
| 643606 | 2006 HO155               | 28 ottobre 2008   | Spacewatch                |
| 643607 | 2006 HB157               | 26 aprile 2006    | Spacewatch                |
| 643608 | 2006 HX160               | 29 aprile 2006    | Spacewatch                |
| 643609 | 2006 JN8                 | 1 maggio 2006     | Spacewatch                |
| 643610 | 2006 JD19                | 2 maggio 2006     | Mount Lemmon Survey       |
| 643611 | 2006 JD23                | 25 aprile 2006    | Mount Lemmon Survey       |
| 643612 | 2006 JR25                | 25 marzo 2006     | Spacewatch                |
| 643613 | 2006 JO36                | 4 maggio 2006     | Spacewatch                |
| 643614 | 2006 JO42                | 24 novembre 2003  | Spacewatch                |
| 643615 | 2006 JS53                | 6 maggio 2006     | Mount Lemmon Survey       |
| 643616 | 2006 JN57                | 7 maggio 2006     | Mount Lemmon Survey       |
| 643617 | 2006 JQ62                | 1 maggio 2006     | D. E. Trilling            |
| 643618 | 2006 JK63                | 25 febbraio 2006  | Mount Lemmon Survey       |
| 643619 | 2006 JQ66                | 1 maggio 2006     | D. E. Trilling            |
| 643620 | 2006 JQ73                | 1 maggio 2006     | Osservatorio di Mauna Kea |
| 643621 | 2006 JB78                | 25 marzo 2006     | Spacewatch                |
| 643622 | 2006 JE79                | 15 dicembre 2001  | SDSS Collaboration        |
| 643623 | 2006 JW80                | 21 maggio 2006    | Spacewatch                |
| 643624 | 2006 JN83                | 27 gennaio 2015   | Pan-STARRS                |
| 643625 | 2006 JR83                | 27 febbraio 2015  | Pan-STARRS                |
| 643626 | 2006 JR84                | 4 dicembre 2016   | Mount Lemmon Survey       |
| 643627 | 2006 JA85                | 18 ottobre 2007   | Spacewatch                |
| 643628 | 2006 JR85                | 29 dicembre 2014  | Pan-STARRS                |
| 643629 | 2006 JV85                | 4 gennaio 2017    | Pan-STARRS                |
| 643630 | 2006 JC86                | 16 settembre 2012 | Mount Lemmon Survey       |
| 643631 | 2006 JJ88                | 5 maggio 2006     | Spacewatch                |
| 643632 | 2006 JA89                | 6 maggio 2006     | Spacewatch                |
| 643633 | 2006 KV1                 | 19 maggio 2006    | Needville Obs.            |
| 643634 | 2006 KP10                | 19 maggio 2006    | Mount Lemmon Survey       |
| 643635 | 2006 KG24                | 19 maggio 2006    | Mount Lemmon Survey       |
| 643636 | 2006 KK25                | 7 maggio 2006     | Mount Lemmon Survey       |
| 643637 | 2006 KF29                | 20 maggio 2006    | Spacewatch                |
| 643638 | 2006 KN31                | 5 maggio 2006     | Spacewatch                |
| 643639 | 2006 KW33                | 20 maggio 2006    | Spacewatch                |
| 643640 | 2006 KZ33                | 20 maggio 2006    | Spacewatch                |
| 643641 | 2006 KP38                | 21 maggio 2006    | Osservatorio Jarnac       |
| 643642 | 2006 KO47                | 21 maggio 2006    | Mount Lemmon Survey       |
| 643643 | 2006 KH55                | 7 maggio 2006     | Mount Lemmon Survey       |
| 643644 | 2006 KU56                | 24 aprile 2006    | Spacewatch                |
| 643645 | 2006 KK62                | 9 maggio 2006     | Mount Lemmon Survey       |
| 643646 | 2006 KW68                | 20 maggio 2006    | Spacewatch                |
| 643647 | 2006 KL72                | 22 maggio 2006    | Spacewatch                |
| 643648 | 2006 KW79                | 25 maggio 2006    | Mount Lemmon Survey       |
| 643649 | 2006 KE94                | 25 maggio 2006    | Spacewatch                |
| 643650 | 2006 KE98                | 25 luglio 1995    | Spacewatch                |
| 643651 | 2006 KN98                | 22 maggio 2006    | Spacewatch                |
| 643652 | 2006 KP102               | 27 maggio 2006    | Spacewatch                |
| 643653 | 2006 KY105               | 8 febbraio 2013   | Pan-STARRS                |
| 643654 | 2006 KD111               | 2 aprile 2006     | Mount Lemmon Survey       |
| 643655 | 2006 KP115               | 29 maggio 2006    | Spacewatch                |
| 643656 | 2006 KG116               | 8 aprile 2002     | NEAT                      |
| 643657 | 2006 KD117               | 29 maggio 2006    | Spacewatch                |
| 643658 | 2006 KT118               | 30 maggio 2006    | Spacewatch                |
| 643659 | 2006 KH132               | 25 maggio 2006    | Osservatorio di Mauna Kea |
| 643660 | 2006 KN135               | 25 maggio 2006    | Mauna Kea Obs.            |
| 643661 | 2006 KB137               | 25 maggio 2006    | Mauna Kea Obs.            |
| 643662 | 2006 KT146               | 5 marzo 2013      | Pan-STARRS                |
| 643663 | 2006 KB147               | 16 ottobre 2012   | Mount Lemmon Survey       |
| 643664 | 2006 KJ147               | 5 settembre 2013  | CSS                       |
| 643665 | 2006 KT147               | 17 gennaio 2013   | Mount Lemmon Survey       |
| 643666 | 2006 KY151               | 4 aprile 2016     | Pan-STARRS                |
| 643667 | 2006 KL152               | 12 aprile 2016    | Pan-STARRS                |
| 643668 | 2006 KK153               | 8 marzo 2017      | Mount Lemmon Survey       |
| 643669 | 2006 KQ154               | 21 maggio 2006    | Spacewatch                |
| 643670 | 2006 LF8                 | 3 ottobre 2013    | Spacewatch                |
| 643671 | 2006 MR14                | 27 giugno 2006    | SSS                       |
| 643672 | 2006 NG                  | 3 luglio 2006     | N. Teamo, S. F. Hönig     |
| 643673 | 2006 OF6                 | 21 luglio 2006    | Mount Lemmon Survey       |
| 643674 | 2006 OZ13                | 20 luglio 2006    | Osservatorio Lulin        |
| 643675 | 2006 OD19                | 20 luglio 2006    | SSS                       |
| 643676 | 2006 OM23                | 31 dicembre 2008  | Spacewatch                |
| 643677 | 2006 OM29                | 9 febbraio 2008   | Spacewatch                |
| 643678 | 2006 OH32                | 19 luglio 2006    | Osservatorio di Mauna Kea |
| 643679 | 2006 OC35                | 10 ottobre 2007   | Spacewatch                |
| 643680 | 2006 OL38                | 21 luglio 2006    | Mount Lemmon Survey       |
| 643681 | 2006 OZ38                | 11 settembre 2015 | Pan-STARRS                |
| 643682 | 2006 OP39                | 9 maggio 2018     | Spacewatch                |
| 643683 | 2006 OF40                | 29 luglio 2006    | SSS                       |
| 643684 | 2006 PZ3                 | 16 agosto 2006    | SSS                       |
| 643685 | 2006 PP20                | 21 luglio 2006    | Osservatorio Lulin        |
| 643686 | 2006 PN21                | 15 agosto 2006    | NEAT                      |
| 643687 | 2006 PO28                | 29 luglio 2006    | SSS                       |
| 643688 | 2006 PS29                | 25 luglio 2006    | NEAT                      |
| 643689 | 2006 PB33                | 24 maggio 2006    | Mount Lemmon Survey       |
| 643690 | 2006 PR33                | 14 agosto 2006    | SSS                       |
| 643691 | 2006 PO34                | 15 agosto 2006    | NEAT                      |
| 643692 | 2006 PY36                | 1 febbraio 2005   | Spacewatch                |
| 643693 | 2006 PP38                | 15 agosto 2006    | NEAT                      |
| 643694 | 2006 PX43                | 13 agosto 2006    | NEAT                      |
| 643695 | 2006 PG44                | 26 agosto 2006    | SSS                       |
| 643696 | 2006 PM44                | 14 agosto 2006    | C. Vuissoz                |
| 643697 | 2006 PO44                | 12 agosto 2006    | NEAT                      |
| 643698 | 2006 QT1                 | 17 agosto 2006    | NEAT                      |
| 643699 | 2006 QC2                 | 17 agosto 2006    | NEAT                      |
| 643700 | 2006 QY2                 | 17 agosto 2006    | NEAT                      |

## 643701–643800
| Nome   | Designazione provvisoria | Data di scoperta  | Scopritore               |
| ------ | ------------------------ | ----------------- | ------------------------ |
| 643701 | 2006 QF4                 | 18 agosto 2006    | Spacewatch               |
| 643702 | 2006 QY4                 | 18 agosto 2006    | Spacewatch               |
| 643703 | 2006 QC6                 | 19 agosto 2006    | R. Ferrando, M. Ferrando |
| 643704 | 2006 QD6                 | 20 agosto 2006    | R. Ferrando, M. Ferrando |
| 643705 | 2006 QG6                 | 18 agosto 2006    | LINEAR                   |
| 643706 | 2006 QY11                | 16 agosto 2006    | SSS                      |
| 643707 | 2006 QW16                | 17 agosto 2006    | NEAT                     |
| 643708 | 2006 QH18                | 16 agosto 2006    | SSS                      |
| 643709 | 2006 QN23                | 21 agosto 2006    | Spacewatch               |
| 643710 | 2006 QA25                | 18 agosto 2006    | LONEOS                   |
| 643711 | 2006 QW30                | 22 agosto 2006    | NEAT                     |
| 643712 | 2006 QW41                | 18 novembre 2003  | Spacewatch               |
| 643713 | 2006 QZ44                | 19 agosto 2006    | Spacewatch               |
| 643714 | 2006 QZ56                | 19 agosto 2006    | Spacewatch               |
| 643715 | 2006 QF69                | 21 agosto 2006    | Spacewatch               |
| 643716 | 2006 QZ69                | 21 agosto 2006    | Spacewatch               |
| 643717 | 2006 QK74                | 21 agosto 2006    | Spacewatch               |
| 643718 | 2006 QB76                | 21 agosto 2006    | Spacewatch               |
| 643719 | 2006 QK81                | 24 agosto 2006    | NEAT                     |
| 643720 | 2006 QA83                | 19 agosto 2006    | Spacewatch               |
| 643721 | 2006 QQ95                | 21 agosto 2006    | NEAT                     |
| 643722 | 2006 QV101               | 27 agosto 2006    | Spacewatch               |
| 643723 | 2006 QD103               | 27 agosto 2006    | Spacewatch               |
| 643724 | 2006 QL108               | 20 agosto 2006    | Spacewatch               |
| 643725 | 2006 QG111               | 28 agosto 2006    | Osservatorio Lulin       |
| 643726 | 2006 QM115               | 25 novembre 1998  | Spacewatch               |
| 643727 | 2006 QT115               | 15 agosto 2006    | NEAT                     |
| 643728 | 2006 QR118               | 29 agosto 2006    | CSS                      |
| 643729 | 2006 QB122               | 19 luglio 2006    | M. Dawson, E. Buttini    |
| 643730 | 2006 QJ122               | 21 luglio 2006    | Osservatorio Lulin       |
| 643731 | 2006 QW129               | 19 agosto 2006    | NEAT                     |
| 643732 | 2006 QZ129               | 19 agosto 2006    | NEAT                     |
| 643733 | 2006 QZ131               | 22 agosto 2006    | NEAT                     |
| 643734 | 2006 QG132               | 22 agosto 2006    | NEAT                     |
| 643735 | 2006 QF133               | 23 agosto 2006    | NEAT                     |
| 643736 | 2006 QW136               | 19 agosto 2006    | LONEOS                   |
| 643737 | 2006 QP138               | 16 agosto 2006    | NEAT                     |
| 643738 | 2006 QV138               | 16 agosto 2006    | Osservatorio Lulin       |
| 643739 | 2006 QY140               | 23 agosto 2006    | NEAT                     |
| 643740 | 2006 QM141               | 19 agosto 2006    | NEAT                     |
| 643741 | 2006 QB142               | 21 agosto 2006    | Spacewatch               |
| 643742 | 2006 QE143               | 10 ottobre 2012   | Pan-STARRS               |
| 643743 | 2006 QJ144               | 31 agosto 2006    | C. Rinner                |
| 643744 | 2006 QE145               | 18 agosto 2006    | Spacewatch               |
| 643745 | 2006 QL146               | 18 agosto 2006    | Spacewatch               |
| 643746 | 2006 QL150               | 19 agosto 2006    | Spacewatch               |
| 643747 | 2006 QO152               | 19 agosto 2006    | Spacewatch               |
| 643748 | 2006 QV158               | 19 agosto 2006    | Spacewatch               |
| 643749 | 2006 QT159               | 19 agosto 2006    | Spacewatch               |
| 643750 | 2006 QC160               | 19 agosto 2006    | Spacewatch               |
| 643751 | 2006 QF162               | 21 agosto 2006    | Spacewatch               |
| 643752 | 2006 QE182               | 15 settembre 2006 | Spacewatch               |
| 643753 | 2006 QU189               | 28 agosto 2006    | CSS                      |
| 643754 | 2006 QV189               | 18 gennaio 2009   | Mount Lemmon Survey      |
| 643755 | 2006 QE190               | 29 agosto 2006    | Spacewatch               |
| 643756 | 2006 QS190               | 18 agosto 2006    | Spacewatch               |
| 643757 | 2006 QT190               | 29 agosto 2006    | Spacewatch               |
| 643758 | 2006 QX190               | 29 agosto 2006    | Spacewatch               |
| 643759 | 2006 QD191               | 23 febbraio 2012  | CSS                      |
| 643760 | 2006 QM191               | 28 agosto 2006    | Spacewatch               |
| 643761 | 2006 QB192               | 16 febbraio 2015  | Pan-STARRS               |
| 643762 | 2006 QO193               | 8 ottobre 2012    | Pan-STARRS               |
| 643763 | 2006 QS193               | 24 febbraio 2015  | Pan-STARRS               |
| 643764 | 2006 QW194               | 4 gennaio 2012    | Spacewatch               |
| 643765 | 2006 QO195               | 19 settembre 1996 | Spacewatch               |
| 643766 | 2006 QV195               | 19 aprile 2018    | Mount Lemmon Survey      |
| 643767 | 2006 QK196               | 21 settembre 2017 | Pan-STARRS               |
| 643768 | 2006 QV196               | 28 agosto 2006    | Spacewatch               |
| 643769 | 2006 QX196               | 8 dicembre 2015   | Pan-STARRS               |
| 643770 | 2006 QD197               | 19 ottobre 2012   | Mount Lemmon Survey      |
| 643771 | 2006 QE197               | 9 gennaio 2014    | Mount Lemmon Survey      |
| 643772 | 2006 QH198               | 7 novembre 2012   | Pan-STARRS               |
| 643773 | 2006 QP198               | 3 agosto 2016     | Pan-STARRS               |
| 643774 | 2006 QD199               | 16 febbraio 2015  | Pan-STARRS               |
| 643775 | 2006 QO200               | 3 agosto 2016     | Pan-STARRS               |
| 643776 | 2006 QQ200               | 14 gennaio 2011   | Mount Lemmon Survey      |
| 643777 | 2006 QT200               | 18 giugno 2010    | Mount Lemmon Survey      |
| 643778 | 2006 QK203               | 29 agosto 2006    | Spacewatch               |
| 643779 | 2006 QX203               | 27 agosto 2006    | Spacewatch               |
| 643780 | 2006 QK206               | 29 agosto 2006    | Spacewatch               |
| 643781 | 2006 QC207               | 28 agosto 2006    | Spacewatch               |
| 643782 | 2006 QE208               | 21 agosto 2006    | Spacewatch               |
| 643783 | 2006 QJ208               | 29 agosto 2006    | Spacewatch               |
| 643784 | 2006 QR208               | 21 agosto 2006    | Spacewatch               |
| 643785 | 2006 QD210               | 28 agosto 2006    | Spacewatch               |
| 643786 | 2006 RR                  | 3 settembre 2006  | J. W. Young              |
| 643787 | 2006 RW                  | 4 settembre 2006  | J. W. Young              |
| 643788 | 2006 RE8                 | 12 settembre 2006 | CSS                      |
| 643789 | 2006 RV8                 | 12 settembre 2006 | CSS                      |
| 643790 | 2006 RK13                | 14 settembre 2006 | Spacewatch               |
| 643791 | 2006 RC15                | 14 settembre 2006 | Spacewatch               |
| 643792 | 2006 RH16                | 14 settembre 2006 | NEAT                     |
| 643793 | 2006 RY22                | 29 agosto 2006    | CSS                      |
| 643794 | 2006 RD23                | 28 agosto 2006    | CSS                      |
| 643795 | 2006 RQ25                | 29 agosto 2006    | Spacewatch               |
| 643796 | 2006 RU27                | 16 agosto 2006    | NEAT                     |
| 643797 | 2006 RV28                | 15 settembre 2006 | Spacewatch               |
| 643798 | 2006 RF33                | 15 settembre 2006 | NEAT                     |
| 643799 | 2006 RQ33                | 10 agosto 2006    | NEAT                     |
| 643800 | 2006 RK34                | 12 settembre 2006 | CSS                      |

## 643801–643900
| Nome   | Designazione provvisoria | Data di scoperta  | Scopritore             |
| ------ | ------------------------ | ----------------- | ---------------------- |
| 643801 | 2006 RE38                | 28 agosto 2002    | NEAT                   |
| 643802 | 2006 RK39                | 14 settembre 2006 | CSS                    |
| 643803 | 2006 RR40                | 14 settembre 2006 | Spacewatch             |
| 643804 | 2006 RK47                | 14 settembre 2006 | Spacewatch             |
| 643805 | 2006 RP52                | 14 settembre 2006 | Spacewatch             |
| 643806 | 2006 RD60                | 15 settembre 2006 | Spacewatch             |
| 643807 | 2006 RL60                | 15 settembre 2006 | Spacewatch             |
| 643808 | 2006 RU61                | 12 settembre 2006 | CSS                    |
| 643809 | 2006 RY65                | 14 settembre 2006 | Spacewatch             |
| 643810 | 2006 RE70                | 15 settembre 2006 | Spacewatch             |
| 643811 | 2006 RL70                | 15 settembre 2006 | Spacewatch             |
| 643812 | 2006 RX71                | 15 settembre 2006 | Spacewatch             |
| 643813 | 2006 RD75                | 15 settembre 2006 | Spacewatch             |
| 643814 | 2006 RC76                | 15 settembre 2006 | Spacewatch             |
| 643815 | 2006 RQ78                | 15 settembre 2006 | Spacewatch             |
| 643816 | 2006 RJ79                | 15 settembre 2006 | Spacewatch             |
| 643817 | 2006 RW81                | 15 settembre 2006 | Spacewatch             |
| 643818 | 2006 RX87                | 15 settembre 2006 | Spacewatch             |
| 643819 | 2006 RA95                | 15 settembre 2006 | Spacewatch             |
| 643820 | 2006 RN99                | 27 agosto 2006    | LONEOS                 |
| 643821 | 2006 RQ102               | 14 settembre 2006 | CSS                    |
| 643822 | 2006 RS103               | 11 settembre 2006 | SDSS Collaboration     |
| 643823 | 2006 RY103               | 28 settembre 2006 | Spacewatch             |
| 643824 | 2006 RK104               | 28 ottobre 2006   | CSS                    |
| 643825 | 2006 RN104               | 15 settembre 2006 | SDSS Collaboration     |
| 643826 | 2006 RP104               | 11 settembre 2006 | SDSS Collaboration     |
| 643827 | 2006 RF106               | 26 settembre 2006 | Spacewatch             |
| 643828 | 2006 RJ112               | 14 settembre 2006 | J. Masiero, R. Jedicke |
| 643829 | 2006 RB113               | 14 settembre 2006 | Spacewatch             |
| 643830 | 2006 RD115               | 14 settembre 2006 | J. Masiero, R. Jedicke |
| 643831 | 2006 RE115               | 25 settembre 2006 | Mount Lemmon Survey    |
| 643832 | 2006 RD118               | 18 settembre 2006 | Spacewatch             |
| 643833 | 2006 RU118               | 14 settembre 2006 | J. Masiero, R. Jedicke |
| 643834 | 2006 RE119               | 14 settembre 2006 | J. Masiero, R. Jedicke |
| 643835 | 2006 RU119               | 14 settembre 2006 | J. Masiero, R. Jedicke |
| 643836 | 2006 RP121               | 15 settembre 2006 | Spacewatch             |
| 643837 | 2006 RB123               | 14 settembre 2006 | CSS                    |
| 643838 | 2006 RD123               | 14 settembre 2006 | CSS                    |
| 643839 | 2006 RL123               | 14 settembre 2006 | NEAT                   |
| 643840 | 2006 RW124               | 15 settembre 2006 | Spacewatch             |
| 643841 | 2006 RP126               | 14 settembre 2006 | Spacewatch             |
| 643842 | 2006 RS126               | 15 settembre 2006 | Spacewatch             |
| 643843 | 2006 SJ                  | 16 agosto 2006    | NEAT                   |
| 643844 | 2006 SQ1                 | 28 agosto 2006    | Spacewatch             |
| 643845 | 2006 SB3                 | 16 settembre 2006 | CSS                    |
| 643846 | 2006 SU6                 | 16 settembre 2006 | Osservatorio Jarnac    |
| 643847 | 2006 SG10                | 16 settembre 2006 | Spacewatch             |
| 643848 | 2006 SM13                | 28 agosto 2006    | CSS                    |
| 643849 | 2006 SY21                | 21 agosto 2006    | Spacewatch             |
| 643850 | 2006 SC22                | 28 agosto 1995    | Spacewatch             |
| 643851 | 2006 SA23                | 30 agosto 2006    | Osservatorio Lulin     |
| 643852 | 2006 SW28                | 17 settembre 2006 | Spacewatch             |
| 643853 | 2006 SL36                | 17 settembre 2006 | LONEOS                 |
| 643854 | 2006 SO39                | 29 agosto 2006    | Spacewatch             |
| 643855 | 2006 SM40                | 18 settembre 2006 | CSS                    |
| 643856 | 2006 SZ43                | 17 agosto 2006    | R. A. Tucker           |
| 643857 | 2006 SY44                | 18 settembre 2006 | Spacewatch             |
| 643858 | 2006 SC47                | 19 settembre 2006 | CSS                    |
| 643859 | 2006 SA61                | 29 agosto 2006    | Osservatorio Lulin     |
| 643860 | 2006 SA63                | 18 settembre 2006 | CSS                    |
| 643861 | 2006 ST64                | 14 settembre 2006 | W. Bickel              |
| 643862 | 2006 SD69                | 23 marzo 2004     | Spacewatch             |
| 643863 | 2006 SP70                | 19 settembre 2006 | Spacewatch             |
| 643864 | 2006 SD78                | 21 settembre 2006 | W. Bickel              |
| 643865 | 2006 SV78                | 16 settembre 2006 | CSS                    |
| 643866 | 2006 SV80                | 18 settembre 2006 | Spacewatch             |
| 643867 | 2006 SW80                | 18 settembre 2006 | Spacewatch             |
| 643868 | 2006 SY80                | 18 settembre 2006 | Spacewatch             |
| 643869 | 2006 SG81                | 18 settembre 2006 | Spacewatch             |
| 643870 | 2006 SQ82                | 18 settembre 2006 | Spacewatch             |
| 643871 | 2006 SR84                | 18 settembre 2006 | Spacewatch             |
| 643872 | 2006 SU86                | 18 settembre 2006 | Spacewatch             |
| 643873 | 2006 SZ86                | 18 settembre 2006 | Spacewatch             |
| 643874 | 2006 SV88                | 18 settembre 2006 | Spacewatch             |
| 643875 | 2006 SN99                | 18 settembre 2006 | Spacewatch             |
| 643876 | 2006 SR100               | 19 settembre 2006 | Spacewatch             |
| 643877 | 2006 SV100               | 19 settembre 2006 | Spacewatch             |
| 643878 | 2006 ST102               | 19 settembre 2006 | Spacewatch             |
| 643879 | 2006 SK107               | 19 settembre 2006 | CSS                    |
| 643880 | 2006 SX109               | 20 settembre 2006 | Spacewatch             |
| 643881 | 2006 SH111               | 22 settembre 2006 | Spacewatch             |
| 643882 | 2006 SH112               | 12 settembre 2006 | CSS                    |
| 643883 | 2006 SV112               | 15 settembre 2006 | Spacewatch             |
| 643884 | 2006 SY112               | 15 settembre 2006 | Spacewatch             |
| 643885 | 2006 SM114               | 19 settembre 2006 | CSS                    |
| 643886 | 2006 SA117               | 24 settembre 2006 | Spacewatch             |
| 643887 | 2006 SJ117               | 18 settembre 2006 | Spacewatch             |
| 643888 | 2006 SK117               | 24 settembre 2006 | Spacewatch             |
| 643889 | 2006 SA122               | 27 agosto 2006    | Spacewatch             |
| 643890 | 2006 SB129               | 17 settembre 2006 | CSS                    |
| 643891 | 2006 SD130               | 19 settembre 2006 | LONEOS                 |
| 643892 | 2006 SM133               | 17 settembre 2006 | CSS                    |
| 643893 | 2006 SV139               | 22 settembre 2006 | LONEOS                 |
| 643894 | 2006 SQ140               | 22 settembre 2006 | CSS                    |
| 643895 | 2006 SF143               | 19 settembre 2006 | Spacewatch             |
| 643896 | 2006 SP148               | 19 settembre 2006 | Spacewatch             |
| 643897 | 2006 SB149               | 19 settembre 2006 | Spacewatch             |
| 643898 | 2006 SZ153               | 30 luglio 2006    | SSS                    |
| 643899 | 2006 SA155               | 22 settembre 2006 | Spacewatch             |
| 643900 | 2006 SU161               | 24 settembre 2006 | Spacewatch             |

## 643901–644000
| Nome   | Designazione provvisoria | Data di scoperta  | Scopritore                              |
| ------ | ------------------------ | ----------------- | --------------------------------------- |
| 643901 | 2006 SR162               | 24 settembre 2006 | Spacewatch                              |
| 643902 | 2006 SK164               | 29 agosto 2006    | Spacewatch                              |
| 643903 | 2006 SD166               | 25 settembre 2006 | Spacewatch                              |
| 643904 | 2006 SP166               | 17 settembre 2006 | CSS                                     |
| 643905 | 2006 SF170               | 17 settembre 2006 | Spacewatch                              |
| 643906 | 2006 SN173               | 25 settembre 2006 | Spacewatch                              |
| 643907 | 2006 SD174               | 27 agosto 2006    | Spacewatch                              |
| 643908 | 2006 SR174               | 25 settembre 2006 | Mount Lemmon Survey                     |
| 643909 | 2006 SZ174               | 17 settembre 2006 | Spacewatch                              |
| 643910 | 2006 SW177               | 14 settembre 2006 | Spacewatch                              |
| 643911 | 2006 SK178               | 16 settembre 2006 | Spacewatch                              |
| 643912 | 2006 SC181               | 15 settembre 2006 | Spacewatch                              |
| 643913 | 2006 SZ182               | 14 settembre 2006 | Spacewatch                              |
| 643914 | 2006 SY184               | 25 settembre 2006 | Mount Lemmon Survey                     |
| 643915 | 2006 SX188               | 14 settembre 2006 | CSS                                     |
| 643916 | 2006 SK191               | 26 settembre 2006 | Mount Lemmon Survey                     |
| 643917 | 2006 SV192               | 26 settembre 2006 | Mount Lemmon Survey                     |
| 643918 | 2006 SU193               | 26 settembre 2006 | Mount Lemmon Survey                     |
| 643919 | 2006 SB194               | 19 settembre 2006 | Spacewatch                              |
| 643920 | 2006 SD194               | 17 settembre 2006 | Spacewatch                              |
| 643921 | 2006 SG197               | 24 settembre 2006 | Spacewatch                              |
| 643922 | 2006 SL202               | 17 settembre 2006 | Spacewatch                              |
| 643923 | 2006 SZ203               | 25 settembre 2006 | Spacewatch                              |
| 643924 | 2006 SC204               | 25 settembre 2006 | Spacewatch                              |
| 643925 | 2006 SM205               | 15 settembre 2006 | Spacewatch                              |
| 643926 | 2006 SR206               | 25 settembre 2006 | Mount Lemmon Survey                     |
| 643927 | 2006 SS207               | 25 settembre 2006 | Spacewatch                              |
| 643928 | 2006 SM216               | 17 settembre 2006 | Spacewatch                              |
| 643929 | 2006 SC221               | 27 agosto 2006    | Spacewatch                              |
| 643930 | 2006 SP224               | 28 agosto 2006    | Spacewatch                              |
| 643931 | 2006 SQ227               | 26 settembre 2006 | Spacewatch                              |
| 643932 | 2006 SW228               | 26 settembre 2006 | Spacewatch                              |
| 643933 | 2006 SQ236               | 26 settembre 2006 | Mount Lemmon Survey                     |
| 643934 | 2006 ST237               | 26 settembre 2006 | Spacewatch                              |
| 643935 | 2006 SE239               | 26 settembre 2006 | Spacewatch                              |
| 643936 | 2006 SH241               | 26 settembre 2006 | Spacewatch                              |
| 643937 | 2006 SZ242               | 26 settembre 2006 | Spacewatch                              |
| 643938 | 2006 SE243               | 18 settembre 2006 | Spacewatch                              |
| 643939 | 2006 SK244               | 26 settembre 2006 | Spacewatch                              |
| 643940 | 2006 SH245               | 26 settembre 2006 | Spacewatch                              |
| 643941 | 2006 SS245               | 16 settembre 2006 | LONEOS                                  |
| 643942 | 2006 SE247               | 15 settembre 2006 | Spacewatch                              |
| 643943 | 2006 SZ247               | 15 settembre 2006 | Spacewatch                              |
| 643944 | 2006 SA249               | 19 settembre 2006 | Spacewatch                              |
| 643945 | 2006 SC249               | 26 settembre 2006 | Spacewatch                              |
| 643946 | 2006 SO251               | 26 settembre 2006 | Mount Lemmon Survey                     |
| 643947 | 2006 SL252               | 17 settembre 2006 | Spacewatch                              |
| 643948 | 2006 SX254               | 26 settembre 2006 | Mount Lemmon Survey                     |
| 643949 | 2006 SM255               | 21 agosto 2006    | Spacewatch                              |
| 643950 | 2006 SD257               | 26 settembre 2006 | Spacewatch                              |
| 643951 | 2006 SY257               | 26 settembre 2006 | Spacewatch                              |
| 643952 | 2006 SY258               | 26 settembre 2006 | Spacewatch                              |
| 643953 | 2006 SZ263               | 26 settembre 2006 | Spacewatch                              |
| 643954 | 2006 SP264               | 26 settembre 2006 | Spacewatch                              |
| 643955 | 2006 SM265               | 26 settembre 2006 | Spacewatch                              |
| 643956 | 2006 SY267               | 15 marzo 2004     | Spacewatch                              |
| 643957 | 2006 SA268               | 26 settembre 2006 | Spacewatch                              |
| 643958 | 2006 SK270               | 29 agosto 2006    | CSS                                     |
| 643959 | 2006 SQ270               | 29 agosto 2006    | Spacewatch                              |
| 643960 | 2006 SF271               | 18 settembre 2006 | CSS                                     |
| 643961 | 2006 ST271               | 27 settembre 2006 | Mount Lemmon Survey                     |
| 643962 | 2006 SH278               | 20 settembre 2006 | Spacewatch                              |
| 643963 | 2006 SR278               | 26 settembre 2006 | Mount Lemmon Survey                     |
| 643964 | 2006 SU280               | 29 settembre 2006 | LONEOS                                  |
| 643965 | 2006 SJ283               | 6 novembre 2002   | LONEOS                                  |
| 643966 | 2006 SY285               | 16 settembre 2006 | CSS                                     |
| 643967 | 2006 SW286               | 14 settembre 2006 | CSS                                     |
| 643968 | 2006 SF287               | 22 settembre 2006 | LONEOS                                  |
| 643969 | 2006 SD288               | 28 agosto 2006    | Spacewatch                              |
| 643970 | 2006 SL288               | 11 marzo 2002     | NEAT                                    |
| 643971 | 2006 SC291               | 16 settembre 2006 | CSS                                     |
| 643972 | 2006 SF291               | 16 settembre 2006 | CSS                                     |
| 643973 | 2006 SU298               | 16 settembre 2006 | LONEOS                                  |
| 643974 | 2006 SV298               | 26 settembre 2006 | Spacewatch                              |
| 643975 | 2006 SH299               | 19 settembre 2006 | J.-C. Merlin                            |
| 643976 | 2006 SF302               | 27 settembre 2006 | Spacewatch                              |
| 643977 | 2006 SB309               | 17 settembre 2006 | Spacewatch                              |
| 643978 | 2006 SX310               | 19 settembre 2006 | Spacewatch                              |
| 643979 | 2006 SX312               | 27 settembre 2006 | Spacewatch                              |
| 643980 | 2006 SA315               | 17 settembre 2006 | Spacewatch                              |
| 643981 | 2006 SA316               | 27 settembre 2006 | Spacewatch                              |
| 643982 | 2006 SN317               | 17 settembre 2006 | Spacewatch                              |
| 643983 | 2006 SR318               | 17 settembre 2006 | Spacewatch                              |
| 643984 | 2006 SJ322               | 4 maggio 2005     | Spacewatch                              |
| 643985 | 2006 SV322               | 27 settembre 2006 | Spacewatch                              |
| 643986 | 2006 SP323               | 17 settembre 2006 | Spacewatch                              |
| 643987 | 2006 SJ326               | 1 novembre 2002   | Osservatorio del Roque de los Muchachos |
| 643988 | 2006 SD327               | 23 settembre 2006 | Spacewatch                              |
| 643989 | 2006 SH330               | 27 settembre 2006 | Spacewatch                              |
| 643990 | 2006 SX332               | 18 settembre 2006 | Spacewatch                              |
| 643991 | 2006 SN336               | 18 settembre 2006 | Spacewatch                              |
| 643992 | 2006 SV337               | 28 settembre 2006 | Spacewatch                              |
| 643993 | 2006 SH340               | 22 settembre 2001 | Spacewatch                              |
| 643994 | 2006 SN340               | 28 settembre 2006 | Spacewatch                              |
| 643995 | 2006 SG345               | 28 settembre 2006 | Spacewatch                              |
| 643996 | 2006 SV345               | 28 settembre 2006 | Spacewatch                              |
| 643997 | 2006 SQ348               | 19 settembre 2006 | Spacewatch                              |
| 643998 | 2006 SY349               | 30 settembre 2006 | Spacewatch                              |
| 643999 | 2006 SQ350               | 27 settembre 2006 | Spacewatch                              |
| 644000 | 2006 SH352               | 20 settembre 2006 | LONEOS                                  |